# 印度次大陸波斯語

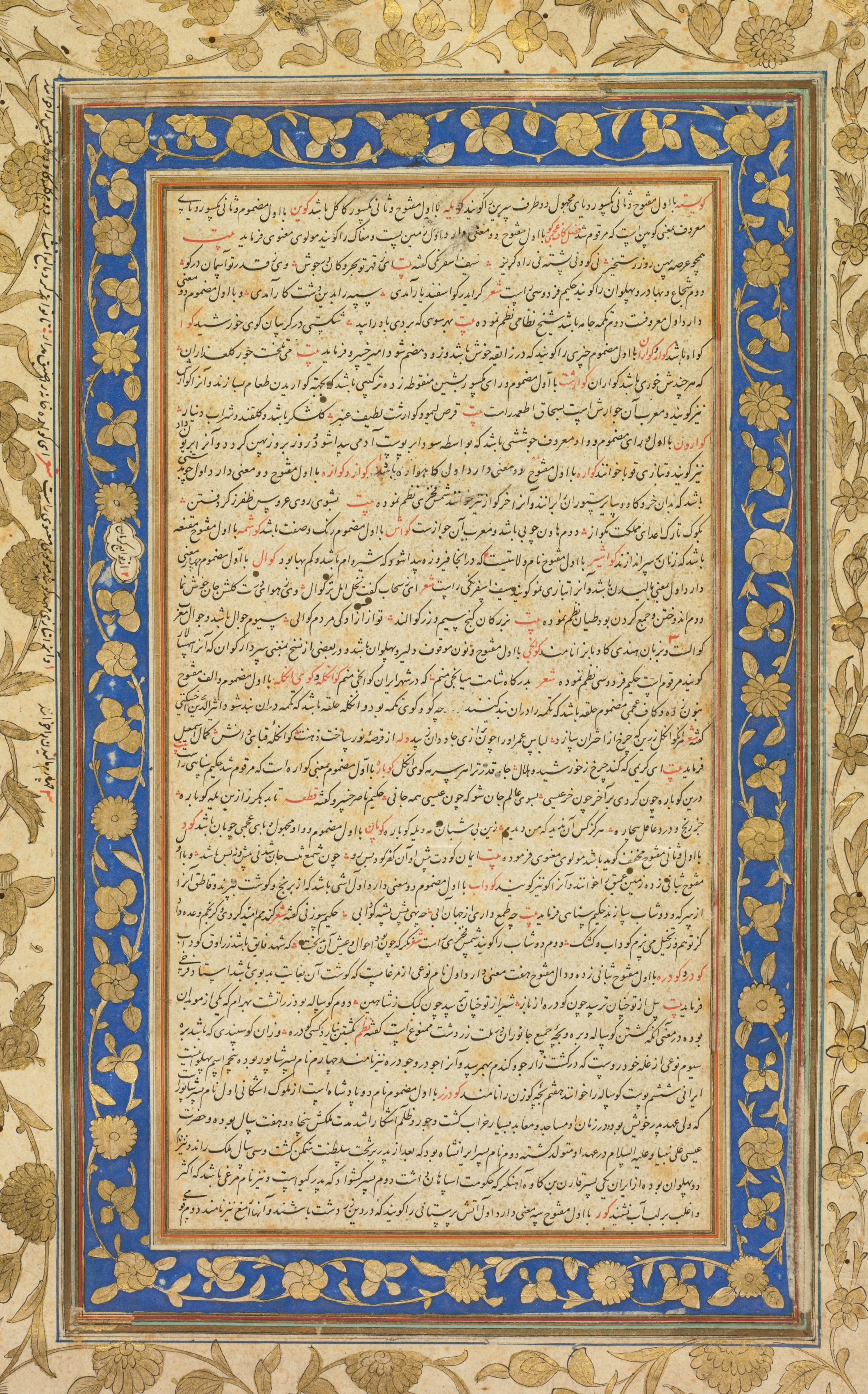
《賈漢吉爾詞典》（جهانگیر ی فرهنگ，拉丁转写：Farhang-i-Jahangiri）的一頁，這是一本由莫臥兒皇帝阿克巴與賈漢吉爾編纂的不朽詞典。在10世紀和19世紀之間，印度的詞典編纂成果始終使伊朗的詞典編纂方面相形見絀。

印度次大陸波斯語（波斯語：‎），在英國殖民之前是印度地區的通用語，也是北印度地區廣泛使用的官方語言。從11世紀起，波斯語被各種突厥和阿富汗王朝帶入南亞，其中最著名的是加兹尼王朝、古爾王朝與莫臥兒王朝。波斯人在這些帝國的宮廷以及行政部門中擁有官方地位。波斯語在很大程度上取代了梵文，成為印度次大陸的政治、文學、教育以及社會地位的語言。
波斯語的傳播與伊斯蘭教在印度次大陸的政治及宗教發展密切相關。然而，波斯語在歷史上扮演著連接該地區不同人民的首要的、通常是非宗派語言的角色。它還有助於構建波斯身份，將印度次大陸納入大伊朗或阿賈姆的跨國世界。波斯語在印度次大陸的歷史角色和功能、使得當時波斯語的使用能與現代印度地區的英語流通現象相提並論。
隨著莫臥兒帝國的逐漸衰敗，波斯開始衰落。隨著英國在印度次大陸的權威增長，印度斯坦語（印地語-烏爾都語）和英語的重要性超過了波斯語。波斯語的官方地位在1835年被英國東印度公司以英語取代之，波斯語在隨後的英國對印度的統治中不再流通。
波斯語在印度地區的語言遺產通過其對印度-雅利安語言的影響顯而易見。波斯語在印度斯坦語的浮現的過程中起到了形成作用，對旁遮普語、信德語，以及克什米爾語產生了較大的影響。古吉拉特語、馬拉地語、孟加拉語、拉賈斯坦語，以及奧里亞語等其他語言也有大量來自波斯語的借詞。

## 註解
1. ↑  本文使用歷史意義上的“印度”和“印度人”來指代印度次大陸；這不應與現代國家印度及其公民相混淆。

## 延伸閱讀
- Chopra, R. M., The Rise, Growth And Decline of Indo-Persian Literature, Iran Culture House, New Delhi, 2012.

## 參閱
- 1835年英語教育法案（英语：English Education Act 1835）
- 阿賈姆（英语：Ajam）
- 阿富汗人和事（英语：Afghan）
- 阿富汗人

## 外部連結
- Perso-Indica （页面存档备份，存于） - Online research and publishing project on Indo-Persian treatises and translations